# إيرم هيرمان
إيرم هيرمان (بالألمانية: Irm Hermann )‏ (و. 1942  م) هي ممثلة مسرحية، وممثلة أفلام، ومؤدية ألمانية، ولدت في ميونخ.

## جوائز
حصلت على جوائز منها:
- جائزة الفيلم الألماني [الإنجليزية]‏.

## وصلات خارجية
- إيرم هيرمان على موقع IMDb (الإنجليزية)
- إيرم هيرمان على موقع روتن توميتوز (الإنجليزية)
- إيرم هيرمان على موقع ألو سيني (الفرنسية)
- إيرم هيرمان على موقع أول موفي (الإنجليزية)
- إيرم هيرمان على موقع قاعدة بيانات الأفلام السويدية (السويدية)
- إيرم هيرمان على موقع ديسكوغز (الإنجليزية)
- إيرم هيرمان على موقع قاعدة بيانات الفيلم (الإنجليزية)
- إيرم هيرمان على موقع كينوبويسك (الروسية)